# 사회복음주의
사회 복음주의(The Social Gospel movement)는 19세기부터 20세기초까지 활발했던 개신교 지식인들의 진보적인 신학운동이다. 사회복음주의자들은 사회적 정의, 범죄, 빈곤, 아동노동, 전쟁 등의 사회적 주제들에 대해 기독교 사상으로 접근했다. 리처드 엘리(Richard T. Ely), 워싱턴 글래덴(Washington Gladden), 월터 라우셴부시(Walter Rauschenbusch), 찰스 먼로 셸던이 사회복음주의 운동을 주도하였으며, , 1960년대 민권운동에 영향을 주었다.

## 같이 보기
- 예수님이라면 어떻게 했을까 - 찰스 먼로 셸던의 기독교 소설